# ويليام هولكومب
ويليام هولكومب هو سياسي أمريكي، ولد في 22 يوليو 1804 في لامبرتفيل في الولايات المتحدة، وتوفي في 5 سبتمبر 1870 في ستيلووتر في الولايات المتحدة. نشط حزبياً في الحزب الديمقراطي. وقد انتخب نائب حاكم ولاية مينيسوتا ‏.